# جينيس (شركة)
جينيس (بالإنجليزية:Genius) كان اسمها سابقاً راب جينيس (بالإنجليزية: Rap Genius) وهي شركة أمريكية للإعلام الرقمي, أسس الموقع في آب 2009 من قبل توم ليهمان، إيلان زيخوري، ومهبود موغادام، والموقع يتيح للمستخدمين تقديم شروح وتفسير كلمات الأغاني، وقصص إخبارية، ومصادر، ووثائق.
تم إطلاقه في الأصل باسم راب جينيس مع التركيز على موسيقى الهيب هوب, جذب الموقع انتباه ودعم المشاهير.توسع الموقع في عام 2014 لتغطية أشكال أخرى من وسائل الإعلام، مثل البوب, الأدب, موسيقى ريذم أند بلوز, وقد تم إضافت حقل للتعليقاتت اسف الأغاني والشروحات. وفي نفس العام تم إصدار تطبيق لهاتف آي فون.وفي أيلول 2014 تم إصدار تطبيق جينيس لهواتف أندرويد. وفي عامي 2016 و 2017 ، بدأت الشركة في إنتاج محتوى فيديو أصلي مرتكز على الموسيقى واستضافة أحداث وحفلات موسيقية مباشرة.

## وصلات خارجية
- الموقع الرسمي